# La Santísima Trinidad (Taiwán)
La Santísima Trinidad fue un asentamiento colonial europeo en la costa noreste de la isla de Taiwán, donde en 1626 el Imperio español estableció un asentamiento y construyó el Fuerte San Salvador. Los españoles habitaron el sitio hasta 1642 cuando fueron expulsados por el Imperio neerlandés. Los neerlandeses remodelaron el fuerte español, redujeron su tamaño y lo rebautizaron como Fuerte Noort-Holland.

## Descripción
En 1661, Koxinga, un leal a la dinastía continental ming, con 400 barcos de guerra y 25.000 hombres sitiaron la principal fortaleza neerlandesa (Zeelandia). Defendida por 2.000 soldados neerlandeses, los europeos abandonaron su fuerte en Keelung, cuando se hizo evidente que no llegarían refuerzos de Zeelandia o Batavia (actual Yakarta, Indonesia).
En 1663, los neerlandeses regresaron a Keelung, recuperaron el fuerte, lo fortalecieron y lo ampliaron y lo mantuvieron hasta 1668, cuando lo abandonaron voluntariamente, ya que el comercio en Keelung no era lo que esperaban.